# Dekanat kowieńsko-kłajpedzki
Dekanat kowieńsko-kłajpedzki – historyczny dekanat eparchii wileńskiej i litewskiej Rosyjskiego Kościoła Prawosławnego, powstały przed 2005 poprzez połączenie niezależnych wcześniej dekanatów kowieńskiego i kłajpedzkiego, przed 2014 ponownie podzielony na dwie dawne jednostki administracyjne.

## Parafie w dekanacie
- Parafia Zwiastowania w Kownie
- Parafia Wszystkich Świętych Ruskich w Kłajpedzie
- Parafia Świętych Wiery, Nadziei, Lubowi i Matki Ich Zofii w Kłajpedzie
- Parafia Opieki Matki Bożej i św. Mikołaja w Kłajpedzie
- Parafia Iwerskiej Ikony Matki Bożej w Połądze
- Parafia Przemienienia Pańskiego w Kiejdanach
- Parafia Świętych Piotra i Pawła w Szawlach
- Parafia Zmartwychwstania Pańskiego w Wiłkomierzu
- Parafia św. Mikołaja w Telszach
- Parafia Zaśnięcia Matki Bożej w Możejkach
- Parafia Smoleńskiej Ikony Matki Bożej w Kołajnach
- Parafia Świętych Antoniego, Jana i Eustachego w Taurogach
- Parafia św. Aleksandra Newskiego w Kibartach
- Parafia św. Sergiusza z Radoneża w Wiekszniach
- Parafia św. Michała Archanioła w Szyłokarczmie
- Parafia Trójcy Świętej w Mariampolu